# James Clements
James Franklin Clements (* 31. Oktober 1927 in New York City, New York; † 9. Juni 2005 in Oceanside, Kalifornien) war ein US-amerikanischer Ornithologe.

## Leben
Clements verbrachte den Großteil seiner Kindheit im Graham School Orphanage in Hastings-on-Hudson. Im Alter von 15 Jahren ging er zur Handelsmarine und mit dem Eintritt ins Erwachsenenalter trat er seinen Dienst auf einem Flugzeugträger vor den Philippinen an. Anschließend absolvierte er eine postsekundäre Ausbildung am Beloit College in Wisconsin und beendete sein grundständiges Studium an der University of Minnesota. Während des Koreakrieges diente er bei der United States Air Force. 1952 zog er mit seiner Frau und seinen beiden Söhnen nach Kalifornien, wo er Partner der Druckerei George Rice & Sons wurde. 1975 wurde er an der California Western University zum Ph.D. promoviert. Die Arbeit an seiner Dissertation war die Grundlage für die erste Auflage der populären Clements Checklist of the Birds of the World, die 1974 erschien. In den Jahren 1978, 1981, 1991 und 2000 folgten vier weitere Auflagen, die zu Lebzeiten von Clements veröffentlicht wurden. Nach seinem Tod im Jahr 2005, brachte das CornellLab of Ornithology im Jahr 2007 die sechste und letzte Printausgabe der Clements Checklist heraus. Seit Oktober 2007 werden Aktualisierungen der Clements Checklist vom CornellLab of Ornithology online und seit September 2012 als eBird/Clements Checklist veröffentlicht.  
1986 wurde Clements von Hastings Kamuzu Banda, dem damaligen Präsidenten der Republik Malawi, zum Honorarkonsul für den Bundesstaat Kalifornien ernannt. Nach seinem Ruhestand im Jahr 1988 gründete Clements den Verlag Ibis Publishing, in dem er eine Reihe von Büchern herausgab, darunter Handbook of Waterfowl Identification von Clements und Frank S. Todd (1997), Natural History of Waterfowl von Frank S. Todd (1997), A Field Guide to the Birds of Peru von Clements und Noam Shany (2001), A Field Guide to the Birds of Yap Island (2003) von Clements und Ornamental Trees for Mediterranean Climates, the Trees of San Diego von Steve Brigham (2005). 
Clements finanzierte mehrere Unternehmen in Ecuador, Peru und Niederkalifornien. 1989 sammelte er Geld für die Schreiber Hall of Birds des Natural History Museum of Los Angeles County, in dem er mit 3662 Arten einen neuen Rekord für Vogelbeobachter aufstellte. Clements war Präsident  des San Diego Natural History Museum und der Explorers Clubs von Los Angeles und San Diego.
Clements starb am 9. Juni 2005 an den Folgen von akuter myeloischer Leukämie (AML) im Tri-City Hospital in der kalifornischen Stadt Oceanside.

## Dedikationsnamen
Im Jahr 2005 benannten Bret M. Whitney und José Alvarez Alonso den in Peru endemischen Iquitos-Mückenfänger (Polioptila clementsi) zu Ehren von James Clements.